# Monopterus boueti
Monopterus boueti is een straalvinnige vissensoort uit de familie van de Kieuwspleetalen (Synbranchidae). De wetenschappelijke naam van de soort werd voor het eerst geldig gepubliceerd in 1922 door Jacques Pellegrin.